# Siebel Si 201
Siebel Si 201 – niemiecki samolot zaprojektowany w zakładach Siebel Flugzeugwerke na rozpisany przez Reichsluftfahrtministerium (ministerstwo ds. lotnictwa, RLM) konkurs na samolot rozpoznawczy i towarzyszący dla Luftwaffe.  Zbudowano tylko dwa prototypy.

## Historia

Silnik Argus As-10 eksponowany w MLP w Krakowie

W 1935 w ramach nazistowskiego programu zbrojeniowego RLM rozpisało konkurs na rozpoznawczy i towarzyszący typu STOL.  Zaprojektowany na ten konkurs w zakładach Siebel Flugzeugwerke samolot Si 201 był oryginalną i nietypową konstrukcją.
Kadłub samolotu wykonany był ze spawanych stalowych rur i kryty był blachą, skrzydła była kryte sklejką.
Napęd stanowił chłodzony powietrzem silnik rzędowy typu Argus As 10C o układzie odwróconego V-8 o mocy 240 KM.  Silnik umieszczony był nad kabiną i napędzał śmigło w układzie pchającym.
Dwuosobowa załoga, pilot i radiooperator/obserwator, siedzieli w układzie tandem (jeden za drugim) dużej, pudełkowatej i bardzo przeszklonej kabinie która zapewniała znakomitą widoczność we wszystkich kierunkach ale była bardzo nieaerodynamiczna.  Fotel obserwatora był umieszczony przed fotelem pilota i nieco z prawej strony kabiny.
Samolot mierzył 10,4 metrów długości, rozpiętość jego skrzydeł wynosiła 14 metrów, skrzydła miały lekki skos do tyłu.  Skrzydła były wyposażone w automatyczne sloty na całej długości krawędzi natarcia, a na prawie całej długości krawędzi spływu umieszczono podzielone na cztery klapy Fowlera, klapy umieszczone na końcach płatów działały jako lotki.
Samolot miał stałe, niechowane w locie podwozie główne z płozą ogonową.  Masa własna konstrukcji wynosiła 1120 kilogramów.  Maszyna miała niską prędkość maksymalną wynoszącą jedynie 185 km/h co wynikało głównie z nieaerodynamicznego kadłuba, zasięg samolotu wynosił do 450 kilometrów.
Pierwszy prototyp został ukończony w 1938, maszyna charakteryzowała się znakomitą charakterystyką krótkiego startu i lądowania, a prędkość minimalna była porównywalna z prędkością minimalną Fi 156 który był oblatany już wcześniej.  W czasie oblatywania wykryto flatter ogona ale najpoważniejszą wadą samolotu była bardzo niska tolerancja na zmianę położenia środka ciężkości maszyny.  W momencie zaprzestania prac rozwojowych nad samolotami żaden z tych problemów nie został rozwiązany
Wraz z Si 201 do konkursu stanęły samoloty Fieseler Fi 156 Storch, Focke-Wulf Fw 186 i Messerschmitt Bf 163, ostatecznie został on wygrany przez samolot Fieselera i konstrukcje Siebela, Focke-Wulfa i Messerschmitta nie weszły do produkcji seryjnej.

## Zobacz
- Osobny artykuł: Messerschmitt Bf 163.
- Osobny artykuł: Fieseler Fi 156 Storch.